# Kenneth Wapnick

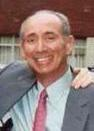
Kenneth Wapnick

Kenneth Wapnick (* 22. Februar 1942 in Brooklyn, New York; † 27. Dezember 2013 in Temecula, Kalifornien), war ein US-amerikanischer Psychologe, Psychotherapeut, Autor und Lehrer.
Wapnick war ein enger Freund Helen Schucmans und William Thetfords, die das Buch Ein Kurs in Wundern geschrieben haben, und maßgeblich an der Veröffentlichung des Kurses beteiligt.
Hauptwerke sind Die Botschaft von Ein Kurs in Wundern (1997), Helen Schucmans Biografie Jenseits der Glückseligkeit (1991) sowie Love Does Not Condemn: the World, the Flesh, and the Devil According to Platonism, Christianity, Gnosticism, and A Course in Miracles (1989).
Gemeinsam mit seiner Frau Gloria leitete Wapnick die „Foundation for A Course in Miracles“ (Stiftung für Ein Kurs in Wundern), eine Akademie und Tagungsstätte in Temecula, Kalifornien. Er war Vorstandsmitglied der „Foundation for Inner Peace“, der Herausgeberin der amerikanischen Originalausgabe A Course in Miracles.

## Leben
Kenneth Wapnick besuchte eine jüdische Grundschule und wechselte dann zur Highschool. Dort begann er, sich für Freud und für Musik, insbesondere Beethoven und Mozart, zu interessieren. Nach dem Highschool-Abschluss studierte er klinische Psychologie. Er promovierte über die spanische Mystikerin Teresa von Ávila unter dem Titel „The Psychology of the Mystical Experience“ (Die Psychologie der mystischen Erfahrung) und erhielt 1968 das Doktorat.
Wapnick war zunächst als Psychotherapeut, Schulpsychologe und Chefpsychologe einer Nervenklinik tätig. 1970 trennte er sich von seiner ersten Frau. Nach einem Besuch des Trappistenklosters Gethsemani in Kentucky ließ er sich 1972 katholisch taufen. Er gab seine Stelle auf und verbrachte einige Monate in verschiedenen Klöstern in Israel.
1972 begegnete Wapnick in New York den Psychologieprofessoren Helen Schucman und William Thetford, die das spirituelle Lehrbuch Ein Kurs in Wundern nach der Durchgabe einer inneren Stimme an Schucman aufgezeichnet hatten. Schucman und Wapnick redigierten gemeinsam das Manuskript. Ein Kurs in Wundern wurde von der Foundation for Inner Peace, der Wapnick als Vorstandsmitglied angehörte, 1976 veröffentlicht.
Zusammen mit seiner zweiten Frau Gloria, die er 1981 heiratete, gründete Wapnick 1982 die „Foundation for A Course in Miracles“ (Stiftung für Ein Kurs in Wundern) in Ardsley, New York. Sie erweiterten sie 1984 zu einem Schulungszentrum in Crompond, New York, und eröffneten 1988 in Roscoe, New York, eine Akademie und Tagungsstätte, die 1995 ein staatlich anerkanntes Lehrinstitut wurde. Seit 2001 hat die Foundation ihren Sitz in Temecula, Kalifornien. Kenneth und Gloria Wapnick sehen das Vorbild ihrer Foundation in Platos Akademie. Ihr Ziel ist es, in ihren Vorträgen, Seminaren und Publikationen das Verständnis von Ein Kurs in Wundern und seiner praktischen Anwendung im Alltag zu fördern und zu vertiefen. Darüber hinaus betreut Kenneth Wapnick die Übersetzungen von Ein Kurs in Wundern in nichtenglische Sprachen.

## Werk
Kenneth Wapnicks Werk befasste sich mit der Erläuterung und Kommentierung des spirituellen Lehrbuchs Ein Kurs in Wundern. Sein Anliegen war es, eine Grundlage für ein fundiertes Verständnis des Denksystems und der Anwendung des Kurses zu schaffen.

### Ein Kurs in Wundern und Christentum
In seinen ersten Büchern (insb. Die Vergebung und Jesus, 1983) schlägt Wapnick eine Brücke zwischen dem Kurs und dem Christentum. Er zeigt, wie der Kurs christliche Begriffe aufgreift, um sie neu zu definieren und das traditionelle Denken aus seiner Sicht zu berichtigen. Er bezeichnet den Kurs häufig als eine „Korrektur des Christentums“ und präsentiert Möglichkeiten zur Neubetrachtung von Aussagen aus dem Neuen Testament im Lichte der Lehren des Kurses.
Nach seiner frühen Schaffensperiode stellt Wapnick den Kurs deutlicher als eigenständigen spirituellen Weg dar. In Ein Kurs in Wundern und das Christentum: ein Dialog weisen Wapnick und der Philosoph und Jesuitenpater Norris Clarke gemeinsam nach, dass der Kurs und die Bibel einander ausschließende Theologien sind, die sich nicht in ein System integrieren lassen.

### Darstellung des Kurses und seines Beitrags
Mit Die Botschaft von Ein Kurs in Wundern (1997) liefert Wapnick eine umfassende systematische Darstellung des Kurses und seiner Kernaussagen. Er legt dar, dass der Kurs sein nonduales Denksystem auf zwei Ebenen präsentiert: Die erste, metaphysische Ebene unterscheidet die spirituelle Realität des Himmels von der illusionären Welt der Wahrnehmung. Die zweite, praktische Ebene bleibt in der wahrnehmbaren Welt und unterscheidet zwei Deutungsweisen dessen, was wahrgenommen wird: das Urteil des Ego und die Vergebung des Heiligen Geistes.
Wapnick zeigt, dass der Kurs einen wesentlichen neuen Gedanken zur nondualen Metaphysik aus der Tradition des Advaita Vedanta hinzufügt: eine Motivation für das scheinbare Entstehen des physischen Universums und der wahrnehmbaren Welt – den Wunsch nach individueller Existenz ohne Übernahme der Verantwortung dafür.
Nach Wapnick ruht die Psychologie des Kurses wesentlich auf dem früheren Werk Sigmund Freuds. Nach Wapnick bietet der Kurs ergänzend einen Weg aus dem Ego-Denken hinaus. Ihm zufolge vervollständigt der Kurs Freuds Porträt der menschlichen Psyche, indem er die menschliche Entscheidung betont, sich mit dem Ego-Denksystem aus Schuld, Angst und Angriff zu identifizieren, als Abwehr gegen die Wahl des Denksystems des Heiligen Geistes aus Vergebung, Heilung und Frieden. Mit seiner Vergebungslehre liefert der Kurs nach Wapnick eine Methode, die das Ego-Denken durch urteilsloses Anschauen bewusstmacht und ermöglicht, eine andere Entscheidung zu treffen, die über das Ego-Denken hinausgeht.
In Die Illusion der Zeit (1990) arbeitet Wapnick die holographische, nichtlineare Zeittheorie des Kurses heraus. Die Buchreihe The Practice of A Course in Miracles widmet sich der praktischen Anwendung des 'Kurses’ im Alltag.

### Biografie Helen Schucmans
Wapnick ist Autor einer Biografie Helen Schucmans (Jenseits der Glückseligkeit, 1991). Er beschreibt ihre visionären Erlebnisse, ihre Beziehung zu William Thetford und die Geschichte der Niederschrift von Ein Kurs in Wundern und zeichnet die ambivalente Beziehung nach, die Schucman zu Gott und Jesus hatte.

### Einordnung des Kurses
Wapnicks Werk weist die ideengeschichtlichen Parallelen und die wesentlichen Unterschiede des Kurses insbesondere zu Christentum, Plato, Neuplatonismus und philosophischem Idealismus, Gnostizismus, Hinduismus, Buddhismus, Freuds psychoanalytischer Theorie und neueren Strömungen wie New Age nach. Auf diese Weise ermöglicht Wapnick eine Einordnung des Kurses innerhalb der philosophischen und spirituellen Denksysteme der Welt.
In Love Does Not Condemn: The World, the Flesh, and the Devil According to Platonism, Christianity, Gnosticism, and A Course in Miracles (1989) zeigt Wapnick, wie Ein Kurs in Wundern das theologisch-philosophische Problem der Theodizee löst: die Frage, wie eine unvollkommene materielle Welt, in der offensichtlich das Böse und das Leiden omnipräsent sind, von einem vollkommenen immateriellen allmächtig-allgütigen Gott stammen kann. Nach Wapnicks Argumentation muss eine Theologie oder Philosophie, die mit der Prämisse beginnt, die sichtbare Welt sei in irgendeiner Weise die Manifestation von Gottes Willen, unvermeidlich in die paradoxe Falle gehen, dass sie innerhalb des allmächtig-allgütigen Gottes eine inhärente Schwachstelle ansiedelt, die eine Tendenz zum Bösen, zum Leiden und zum Tod enthält, oder zumindest, nach der traditionellen christlich-theologischen Position, einen Willen, der dies zulässt. Daher steht jede Denkrichtung, die diese Welt als ontologisch real betrachtet, vor einem unlösbaren Dilemma. Einige gnostische Schulen des 2. Jahrhunderts, vor allem die valentinische, hielten eine reale Welt des Elends für unvereinbar mit einem liebevollen Gott und betrachteten die materielle Welt daher als Illusion, verliehen ihr jedoch psychologisch Realität, indem sie sie zum Hort der Sünde erklärten. Ein Kurs in Wundern löst Wapnick zufolge das Paradoxon, indem er sein Denksystem auf zwei Ebenen präsentiert. Der Kurs betrachtet die physische Welt als Illusion, aber nicht als inhärent negativ. Sie dient vielmehr, wenn wir ihr für uns diesen Zweck geben, als ein „Königsweg zum Himmel“, als wertvolle Schule, um mit Hilfe des Heiligen Geistes Vergebung zu lernen.

### Zweite Auflage des Kurses und Konkordanz
Neben eigenen Publikationen redigierte Wapnick die 2. Auflage von Ein Kurs in Wundern (1992), die erstmals eine Satzzählung enthält. Er leitete die Erstellung der Konkordanz zu Ein Kurs in Wundern, die sich am Modell der Konkordanzen zur Bibel und zu den Werken Shakespeares orientiert.
Insgesamt hat Wapnick mehr als 20 Bücher zu Ein Kurs in Wundern publiziert (Stand 2006). Übersetzungen sind in acht Sprachen erschienen.

## Werke in chronologischer Reihenfolge
- Bücher (Auswahl)
  - 1982 Glossary-Index for A Course in Miracles. ISBN 0-933291-03-5, 349 Seiten.
  - 1983 A Talk Given on A Course in Miracles: An Introduction. ISBN 0-933291-16-7, 131 Seiten.
  - 1983 Forgiveness and Jesus: The Meeting Place of A Course in Miracles and Christianity. ISBN 0-933291-13-2, 389 Seiten.
  - 1989 Love Does Not Condemn: The World, the Flesh, and the Devil According to Platonism, Christianity, Gnosticism, and A Course in Miracles. ISBN 0-933291-07-8, 614 Seiten.
  - 1990 A Vast Illusion: Time According to A Course in Miracles. ISBN 0-933291-09-4, 344 Seiten.
  - 1991 Absence From Felicity: The Story of Helen Schucman and Her Scribing of A Course in Miracles. ISBN 0-933291-08-6, 498 Seiten.
  - 1995 A Course in Miracles and Christianity: A Dialogue. Mit Norris Clarke. ISBN 0-933291-18-3, 108 Seiten.
  - 1995 The Most Commonly Asked Questions About A Course in Miracles. Mit Gloria Wapnick. ISBN 0-933291-21-3, 113 Seiten.
  - 1997 The Message of A Course in Miracles. In 2 Bänden. ISBN 0-933291-25-6, 614 Seiten.
  - 2000 The Journey Home: „The Obstacles to Peace“ in A Course in Miracles. ISBN 0-933291-24-8, 510 Seiten.
  - 2004 Ending Our Resistance to Love: The Practice of A Course in Miracles. ISBN 1-59142-132-2, 94 Seiten.
  - 2004 Life, Death, and Love: Shakespeare’s Great Tragedies and A Course in Miracles. ISBN 1-59142-142-X, 380 Seiten.
  - 2005 Journey Through the Workbook of A Course in Miracles: The Study and Practice of the 365 Lessons. ISBN 1-59142-206-X, in 8 Bänden.
  - 2006 The Arch of Forgiveness: The Practice of A Course in Miracles. ISBN 1-59142-210-8, 103 Seiten.

- Bücher in deutscher Übersetzung (Auswahl)
  - Glossar zu Ein Kurs in Wundern. Greuthof, Gutach i.Br. 1995, ISBN 3-923662-35-1
  - Einführung in Ein Kurs in Wundern. Greuthof, Gutach i.Br. 1993, ISBN 3-923662-33-5
  - Die Vergebung und Jesus. Greuthof, Gutach i.Br. 1997, ISBN 3-923662-42-4
  - Die Illusion der Zeit. Greuthof, Gutach i.Br. 2002, ISBN 3-923662-57-2
  - Jenseits der Glückseligkeit: Das Leben von Helen Schucman und die Niederschrift von Ein Kurs in Wundern. Greuthof, Gutach i.Br. 1999, ISBN 3-923662-49-1
  - Ein Kurs in Wundern und das Christentum. Greuthof, Gutach i.Br. 2001, ISBN 3-923662-56-4
  - Der Himmel hat kein Gegenteil: Die wichtigsten Fragen zu Ein Kurs in Wundern. Mit Gloria Wapnick. Greuthof, Gutach i.Br. 1996, ISBN 3-923662-37-8
  - Die Botschaft von Ein Kurs in Wundern. Greuthof, Gutach i.Br. 2000, ISBN 3-923662-55-6

- Beiträge (Auswahl)
  - Forgiving the Abuser, in: Lois Einhorn, Forgiveness and Child Abuse: Would YOU Forgive? Mit einem Vorwort von Arun Gandhi und Beiträgen von u. a. Mumia Abu-Jamal, Patch Adams, Ed Asner, Rubin Carter, Thomas Eagleton, Albert Ellis, Pete Seeger, Kurt Waldheim und Kenneth Wapnick. 215 Seiten. Robert D. Reed: Bandon, Oregon, Feb. 2006, ISBN 1-931741-69-7

- Artikel (Auswahl)
  - Mysticism and Schizophrenia. In: Journal of Transpersonal Psychology (ISSN 0022-524X), Vol. 1, No. 2, 1969, S. 49–68, Synopsis
  - Forgiveness: A Spiritual Psychotherapy. In: The Psychotherapy Patient (ISSN 0738-6176), Vol. 1, Issue 3, Spring 1985, S. 47–53
  - A Simple, Clear, and Direct Course (mit Gloria Wapnick). In: The Lighthouse (ISSN 1060-4987), Vol. 4, No. 4, Dec. 1993, facim.org
  - The World as the Royal Road to Heaven. In: The Lighthouse, Vol. 7, No. 2, June 1996, facim.org
  - Being Kind. In: The Lighthouse, Vol. 8, No. 2, June 1997, facim.org
  - Resistance (mit Gloria Wapnick). In: The Lighthouse, Vol. 10, No. 2, June 1999, facim.org
  - The Diver (mit Gloria Wapnick). In: The Lighthouse, Vol. 10, No. 3, Sep. 1999, facim.org
  - The Process of Awakening: Looking at Our Hatred (mit Gloria Wapnick). In: The Lighthouse, Vol. 11, No. 1, March 2000, facim.org
  - The Significance of A Course in Miracles as a Spiritual Path. In: The Lighthouse, Vol. 13, No. 2, June 2002, facim.org
  - How to Approach A Course in Miracles: Transcending the I. In: The Lighthouse, Vol. 13, No. 3, Sep. 2002, facim.org
  - A Course in Miracles: A Still, Small Hope. In: The Lighthouse, Vol. 15, No. 1, March 2004, facim.org
  - A Porträt of a Course in Miracles Student as an Artist. In: The Lighthouse, Vol. 16, No. 1, March 2005, facim.org
  - Gentle Means and Easy Tasks. In: The Lighthouse, Vol. 16, No. 2, June 2005, facim.org
  - The World of 2 + 2 = 5. In: The Lighthouse, Vol. 17, No. 2, June 2006, facim.org

- Artikel in deutscher Übersetzung (Auswahl)
  - Ein kompromissloser Kurs (mit Gloria Wapnick), in: Lichtblick (Greuthof, Gutach i.Br., ISSN 1431-9047), Nr. 1, 1996
  - Von der Notwendigkeit einer sanften Wachsamkeit, in: Lichtblick, Nr. 3, 1998
  - Widerstand (mit Gloria Wapnick), in: Lichtblick, Nr. 5, 2000
  - Güte im Alltag (mit Gloria Wapnick), in: Lichtblick, Nr. 6, 2001
  - Jesus, der Begleiter auf unserer Reise, in: Lichtblick, Nr. 7, 2002
  - Den Kurs lernen – Das Transzendieren des Ich, in: Lichtblick, Nr. 8, 2003
  - Die Bedeutung von Ein Kurs in Wundern als spirituellem Weg, in: Lichtblick, Nr. 9, 2004

## Weitere Quellen
- Interview mit Gloria und Kenneth Wapnick, geführt von Ian Patrick in englischer Sprache im September 1998 in Roscoe, miraclestudies.net
- Interview mit Gloria und Kenneth Wapnick, geführt von Corinne Edwards in englischer Sprache im Dezember 1995 in Chicago. 1 Video-DVD. Foundation for A Course in Miracles, 1996.
- D. Patrick Miller: The Complete Story of the Course. Fearless Books, 1997, ISBN 0-9656809-0-8 (journalistischer Report über die Entstehung und Verbreitung des Kurses)
- Robert Skutch: Journey Without Distance: The Story Behind A Course in Miracles. Foundation for Inner Peace: Mill Valley, 1996, ISBN 1-883360-02-1 (Entstehungsgeschichte des Kurses)